# Веселковий провулок (Київ)
Весе́лковий прову́лок — провулок у Подільському районі міста Києва, місцевість Куренівка. Пролягає від вулиці Рилєєва до Бойківського провулку.

## Історія
Провулок виник у 1950-ті роки під назвою 709-а Нова вулиця. Сучасна назва — з 1953 року.